# Jan Godfried Cantaert
Joannes Josephus Godefridus Cantaert (Antwerpen, 22 augustus 1765 - Borgerhout, 27 augustus 1844) was een Zuid-Nederlands burgemeester.
Op 6 complémentair l'an XI der Franse Republiek (23 september 1803) werd hij door préfect Charles Joseph Fortuné d'Herbouville aangesteld als waarnemend maire van Deurne-Borgerhout en op 11 ventôse l'an XII (2 maart 1804) in die functie bevestigd. Onder zijn beleid werd de Code Napoléon en het metriek stelsel van maten en gewichten ingevoerd te Deurne-Borgerhout. Op 1 januari 1808 werd hij als maire opgevolgd door Pierre de Broëta.
Hij overleed te Borgerhout in zijn woning "aan den steenweg".